# De Ontspoorde Benjamin
 De Ontspoorde Benjamin  is een roman geschreven door de Curaçaose auteur Henry P.A. Toré in 1999.

## Thematiek
In de roman staan twee generaties van een Curaçaose familie centraal. 
De botsing van oude en nieuwe normen en waarden tussen de Yaya [jaja] (het 'kindermeisje') en de jongste telg van de familie, die na zijn studie naar zijn eiland terugkeert, speelt een belangrijke rol in het hele verhaal. Daarnaast komen verschillende culturele aspecten van Curaçao (en de andere eilanden van de Nederlandse Antillen) voor, waaronder (bij)geloof, gerechten van de Benedenwindse Eilanden enzovoorts.

## Structuur
Het boek bestaat uit 12 hoofdstukken en bevat vele gerechten van de Benedenwindse Eilanden die gegeten worden bij verschillende speciale gelegenheden. In sommige passages vermeldt de auteur hoe deze gerechten worden bereid. 
De auteur maakt vaak gebruik van woorden uit het Papiamentu (met uitleg erachter), waardoor de lezer een soort beknopte cursus Papiamentu krijgt.

## Verhaal
De Ontspoorde Benjamin speelt zich in de jaren 60/'70 op Curaçao af. De roman beschrijft het leven van twee generaties, de familie van Dintel-Rozenberg, die behoort tot de welgestelde en gegoede bourgoisie op Curaçao[1]. Er is een diefstal in huize van Dintel-Rozenberg gepleegd, die als gevolg had dat mevrouw Fina van Dintel-Rozenberg een hartstilstand kreeg. Dit misdrijf moet door rechercheur Roque Martina worden opgelost. Door middel van flashbacks maakt de lezer kennis met alle familieleden en belangrijke mensen in de omgeving. 
Shon Manrique van Dintel trouwde toen hij achteraan in de 20 was met Fina Rozenberg. Ze kregen vier kinderen: Prisca, Fernando, Abigail en Sixto. Sixto was dé intelligente uit de familie: hij migreerde naar Nederland om te studeren. Sixto keerde terug als een zeer jonge ingenieur, arrogant betweterig, pijnlijk exact, koud, kil en nuchter in de omgang. Hij begon zich te ergeren aan het overheersende bijgeloof op Curaçao.[2] Hier begint de botsing tussen Sixto en het kindermeisje Ma Katrin in het verhaal. 
In de loop van het verhaal overlijden Shon Manrique van Dintel bij een beroving van zijn toko, Prisca van Dintel aan gezondheidsprobleem en als laatste Fina van Dintel-Rozenberg aan een hartstilstand. Door het verhaal heen, krijg je te lezen dat Sixto ontrouw is aan zijn vrouw, vervolgens wordt hij door zijn minnares gechanteerd. Zij eist ƒ10.000,– van hem, anders zou ze met zijn geheim naar Joyce (zijn vrouw) gaan. Dit plaatst Sixto voor een dilemma, want hij weet niet hoe hij aan zo'n hoeveelheid geld kan komen zonder dat het Joyce opvalt. Hij bedenkt verschillende plannen, totdat hij een gesprek tussen Ma Katrin en Rafael (Prisca's man) afluistert waarin vermeld wordt dat er in Fina's kamer een kist met geld verstopt zit. Alleen Ma Katrin en Fina weten waar de sleutel van dat kistje ligt. Een paar maanden later tijdens de 60ste verjaardag van Fina, komt Sixto erachter waar het sleuteltje ligt.
Heel geleidelijk aan wordt de spanning dus opgevoerd die uiteindelijk leidt tot een anti-climax waarbij de catharsis ontbreekt. Al het geld uit het kistje wordt gestolen, tijdens een inbraak in huize van Dintel-Rozenberg. Volgens rechercheur Martina is de dader iemand die zeer nauw betrokken was bij deze familie.[3] Aan het eind van het verhaal lost Rafael het misdrijf op.

## Citaat
Blz. 33: 'Het werk begon dan reeds in de vroege ochtenduren. Rond een uur of tien liet Manrique dan limonade en bier aanrukken, die in een halve drum vol ijsklompen werden gekoeld. Tevens zorgde hij voor een grote pot soep, die de hele morgen op drie grote stenen, met daartussen gloeiende houtskool, stond te sudderen. De ene keer was het geitesoep, soep van het kleine beest, zoals het door iedereen werd genoemd, dan weer rundersoep en bij speciale gelegenheden,
zoals het storten van de ringbalk of bij het spantenbier, de dure mondongosoep. Daarnaast werd ook gele funchi bereid, in grote hoeveelheid. De hete brij werd op een stuk schoon en stijf papier, afkomstig uit het binnenste van een cementzak, omgekiept en in een ronde vorm geschikt, waardoor het op een kleine autoband leek. Wanneer het eten klaar was, werden de mannen op luide toon bijeengeroepen door de vrouwen. Het werd elke keer een waar feest en het werk vorderde gestaag.'